# Епархия Макени
Епархия Макени (лат. Dioecesis Makenensis) — епархия Римско-Католической церкви c центром в городе Макени, Сьерра-Леоне. Юрисдикция епархии Макени распространяется на Северную провинцию Сьерра-Леоне. Епархия Макени входит в митрополию Фритауна. Кафедральным собором епархии Макени является церковь Богоматери Фатимской.

## История
3 апреля 1952 года Римский папа Пий XII издал буллу Christiani populi, которой учредил апостольскую префектуру Макени, выделив её из архиепархии Фритауна и Бо (сегодня — Архиепархия Фритауна).
24 февраля 1962 года Римский папа Иоанн XXIII издал буллу Apostolica Makenensis, которой возвёл апостольскую префектуру Макени в ранг епархии. Первоначально епархия Макени подчинялась непосредственно Святому Престолу.
11 ноября 1970 года епархия Макени вошла в состав церковной провинции архиепархии Фритауна и Бо.

## Ординарии епархии
- епископ Аугусто Фермо Аццолини S.X.[2] (19.07.1952 — 17.11.1986);
- епископ Джорджо Бигуцци S.X. (17.11.1986 — 7.01.2012);
- епископ Генри Аруна (7.01.2012 — 18.07.2015);
  - Sede vacante (2012—2023)[3]
- епископ Боб Джон Хассан Корома (с 11 февраля 2023 года).